# Vincenzo Civerchio

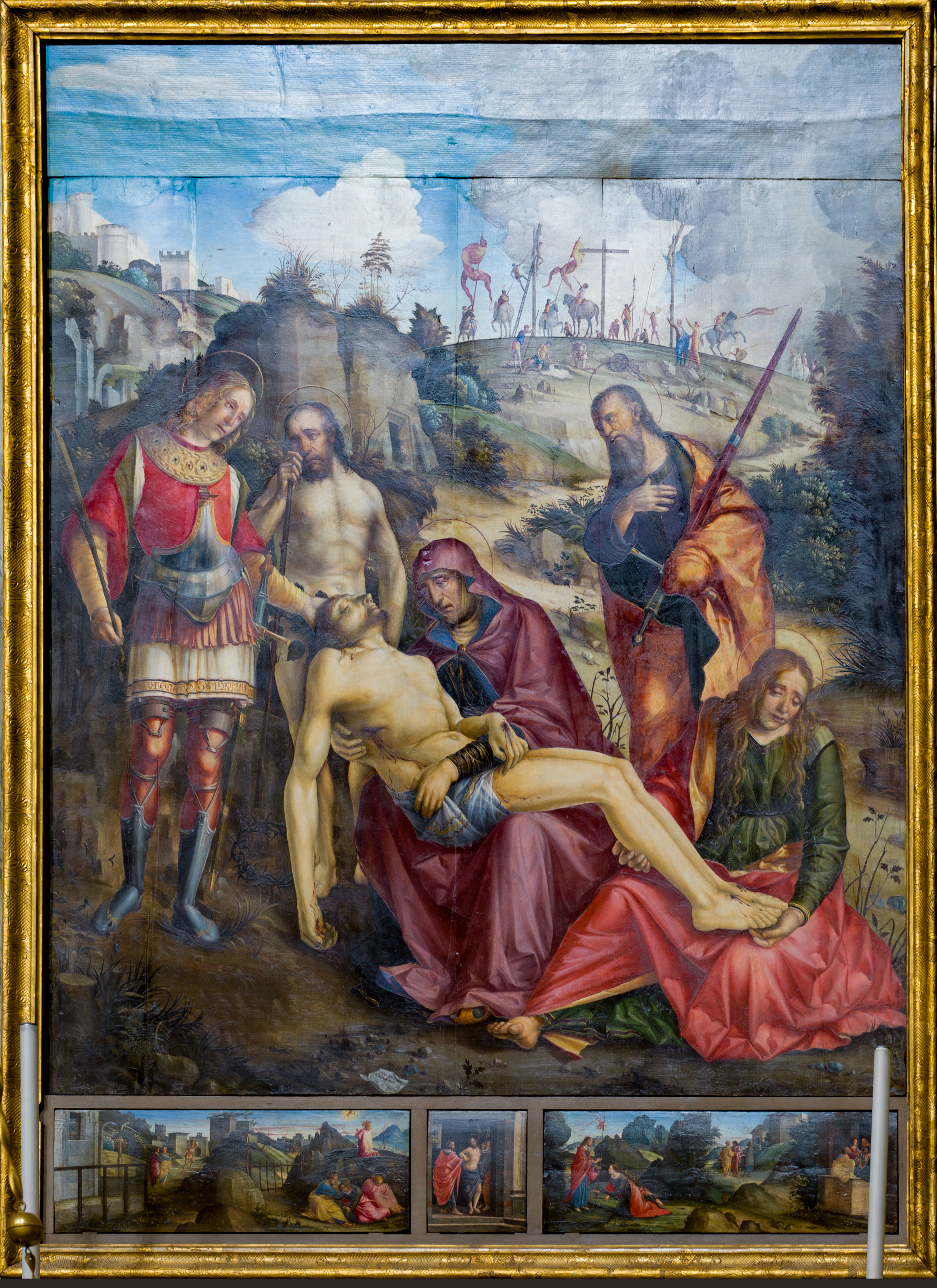
Beweinung Christi, 1504

Vincenzo Civerchio (* um 1470 in Crema; † um 1544 ebenda) war ein italienischer Maler.
Vincenzo Civerchio galt als Meister der Lombardischen Malerschule in Brescia. Seine künstlerische Ausbildung erhielt er bei Vincenzo Foppa und dessen Nachfolger in Brescia. In seinem Schaffen wurde er von Bramantino sowie Giovanni Bellini geprägt.
Zu seinen bekanntesten Werken zählen die Beweinung Christi (1504) in der Sant’Alessandro in Brescia, der Flügelaltar der heiligen Antonius, Rochus und Sebastian, der Heilige Franziskus sowie die Verkündigung in der Accademia Carrara, die Taufe Christi (1539) und die Madonna zwischen Heiligen in Lovere.